# ヴィルヘルム・イン・バイエルン
ヴィルヘルム・イン・バイエルン（Wilhelm Herzog in Bayern, 1752年11月10日 - 1837年1月8日）は、プファルツ＝ゲルンハウゼン公。1799年よりプファルツ系ヴィッテルスバッハ家の傍系として「バイエルン公 (Herzog in Bayern)」の称号で呼ばれた。またバイエルン＝プファルツ選帝侯の宗主権下において、ベルク公国の統治者（在任：1803年 - 1806年）を務めた。

## 生涯
プファルツ＝ビルケンフェルト家の傍系にあたるプファルツ＝ゲルンハウゼン公ヨハンとその妻でザルム＝ダウン伯爵家出身のゾフィー・シャルロッテの間に生まれた。1778年にバイエルン科学アカデミー (en) の会員となった。
ヴィルヘルムはランツフートに居住していたが、ヴィッテルスバッハ家の継承権を保有する最後の親族として1797年に本家筋のプファルツ＝ツヴァイブリュッケン公マクシミリアン・ヨーゼフ（後のプファルツ・バイエルン選帝侯、バイエルン王）とアンスバッハの家内協定（Ansbacher Hausvertrag）を結び、ヴィッテルスバッハ家領土の統一性と不可分性を取り決めた。ヴィルヘルムは既に1780年1月30日、マンハイムにおいてマクシミリアン・ヨーゼフの姉のマリア・アンナと結婚しており、1799年2月16日に義弟よりバイエルン公（Herzog in Bayern）の称号を授けられた。
1803年の封土に関する和議（Apanagialrezeß）により、選帝侯マクシミリアンの義兄であるヴィルヘルムはベルク公国を分封領として与えられ、公国を総督として統治することになった。しかし、ベルク公国は1806年までにナポレオン・ボナパルトを元首とするフランスに割譲されてしまった。ヴィルヘルムはフランス軍に破壊されたデュッセルドルフ宮殿（Düsseldorfer Schloss）に住むことが出来なくなったため、旅館や総督宮殿、ベンラートの城館 (en) を転々とした。
1813年、ヴィルヘルムはバイエルン王国の世俗化政策に伴い、バート・シュタッフェルシュタインのバンツ修道院 (en) を入手し、修道院は「バンツの城館（Schloss Banz）」と呼ばれることになった。この城館とその領地は後に売却され、公爵家の居館周辺の森だけが公爵家の手元に残された。現在、この森は結婚を通じてリヒテンシュタイン家の所有となっている。
ヴィルヘルムは1837年に亡くなり、テーゲルン湖のバイエルン公爵家の墓廟に葬られた。

## 子女
フリードリヒ・ミヒャエル・フォン・プファルツ＝ビルケンフェルトの娘マリア・アンナと結婚し、以下の子女をもうけた。
- マリア・エリーザベト（1784年 - 1849年） - 1808年、フランス帝国元帥、ヴァクラム公、ヌーシャテル公爵ルイ＝アレクサンドル・ベルティエと結婚
- ピウス・アウグスト（1786年 - 1837年）